# Naemyeongbu

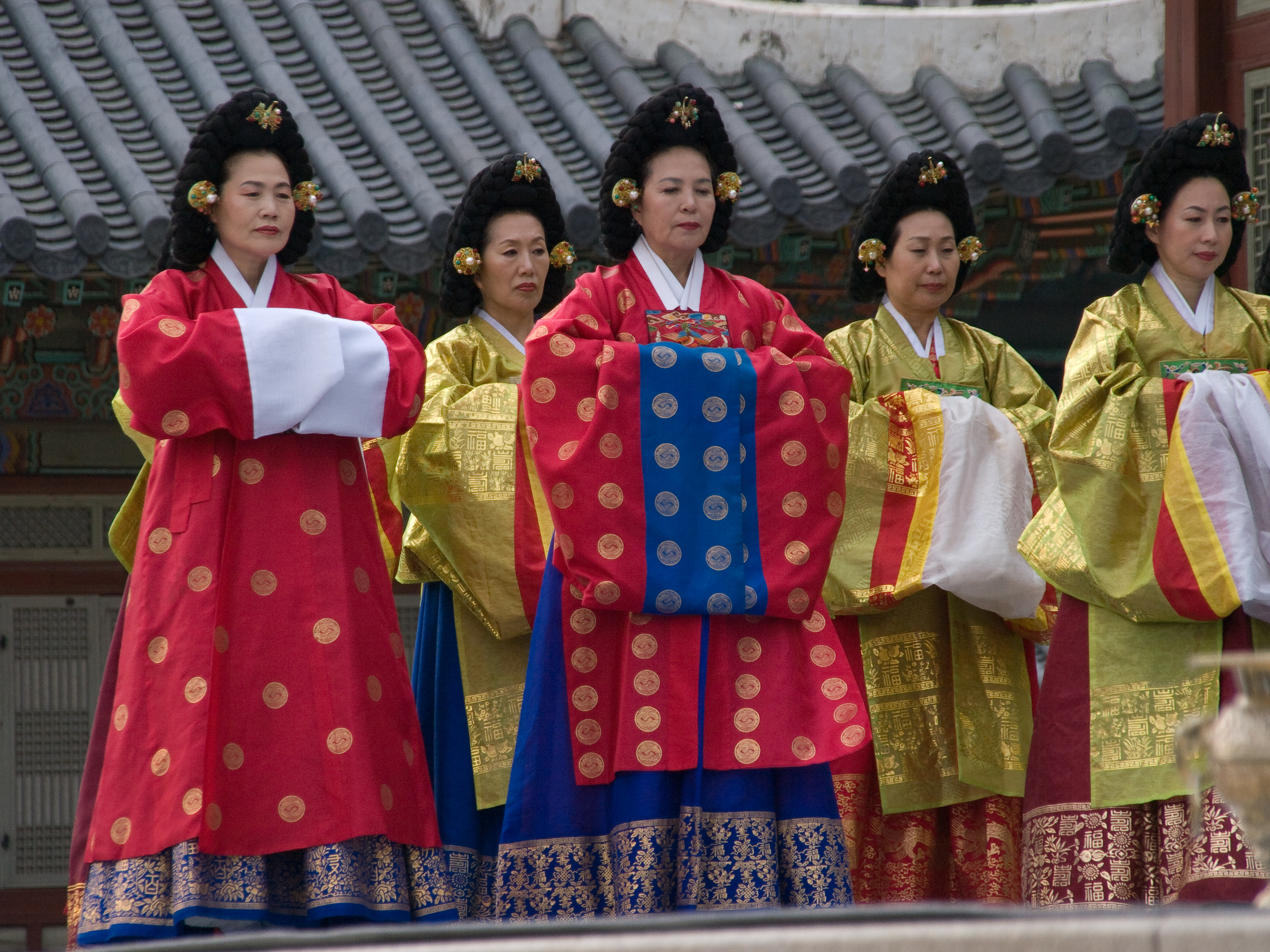
Caracterització de les naemyeongbu, les dones de la cort de la dinastia Joseon

Naemyeongbu (en hangul, 내명부; en hanja, 內命婦; literalment, «Dones de la Cort Interna»), era una categoria de rang en la cort real de la dinastia Joseon que es referia a les concubines i les funcionàries que vivien dins dels palaus. Se separa del oemyeongbu (en hangul, 외명부; en hanja, 外命婦), categoria que consistia en les dones reals que vivien fora del palau.

## Definició
Encara que les regulacions relatives a les dames de la cort es van introduir sota el rei Taejo, les definicions detallades de rangs, títols i deures es van delinear al Codi Estatal de Joseon, promulgat sota el rei Seongjong, on apareix el terme naemyeongbu. Aquest estava compost per dones que servien a la cort i vivien als palaus, però excloent a la reina, que estava més alt en el rang i supervisava a les dames de la cort. Per contra, gungnyeu es refereix a totes les dones a la cort per sota del primer rang principal (1A).
Dins del naemyeongbu, el naegwan (en hangul, 내관; en hanja, 內官) eren les concubines del primer rang major (1A) al quart rang menor (4B), i no exercien cap paper en les tasques domèstiques del palau. Les dames des del cinquè rang major (5A) fins al novè rang menor (9B) van ser anomenades gunggwan (en hangul, 궁관; en hanja, 宮官) alternativament yeogwan i na-in. Eren responsables de diverses tasques del palau segons la seva posició i podien treballar a les cambres reals, la cuina o la bugaderia.

## Reclutament

### Naegwan

#### Reines i princeses hereves

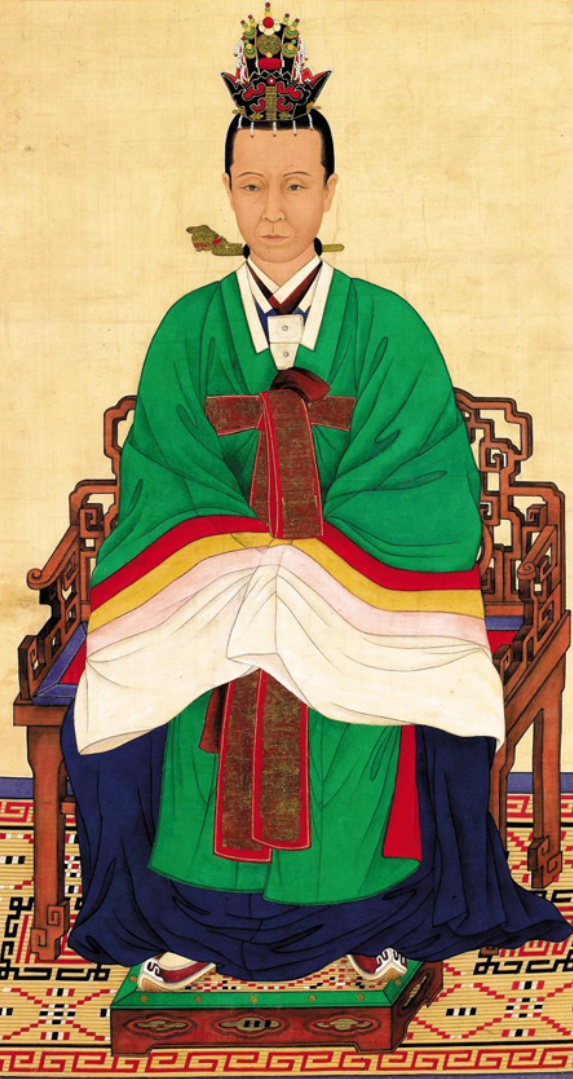
La reina Shinjeong va ser seleccionada com a esposa del príncep hereu Hyomyeong el 1819 i va entrar al palau als 10 anys.

L'esposa legal d'un rei o príncep hereu durant la dinastia Joseon era seleccionada a través d'un procediment específic que diferia de les pràctiques d'aparellament comunes fora de la família reial. El govern va prohibir els matrimonis a llars nobles a tot el país, la qual cosa cosa indica que les filles solteres de l'aristocràcia d'entre 13 i 17 anys eren candidates potencials. Depenent de l'edat del príncep hereu, de vegades es considerava a nenes de tan sols 9 anys, el que va ocórrer en les seleccions de la Dama Hyegyeong i la reina Shinjeong. Un departament temporal anomenat Oficina de la Casament Reial es va instal·lar per gestionar totes les tasques rellevants.
Després de l'anunci de la prohibició del matrimoni, les famílies aristocràtiques havien de presentar detalls de les dates i les hores de naixement de les seves filles solteres, així com els registres genealògics de la família fins a tres generacions. Es requeria que les candidates fossin boniques en aparença i virtuoses en caràcter. Aquelles que no eren considerades físicament atractives eren desqualificades, independentment del seu llinatge o l'honor de la familia. Sobre la base de tot això se seleccionaven de cinc a sis candidates en una primera ronda, nombre que reduïa a dos o tres candidates en la segona ronda. Finalment, d'entre aquestes se seleccionava la núvia en una tercera i darrera ronda. Aquesta tercera presentació es duia a terme en presència del rei i la reina vídua, que consultaven tres consellers d'estat abans de prendre la decisió final.
Després de la selecció, s'enviaven obsequis de seda i joies a la família de la núvia, i la núvia es mudava a un palau separat on era instruïda a l'etiqueta del palau. L'esposa d'un rei era investida formalment com a reina, després de tot això es mudava al palau principal per sotmetre's a una cerimònia de consumació. L'endemà era rebuda per tot el personal i ella mateixa anava a saludar la reina vídua i la reina mare. Una reina investida de Joseon rebria un reconeixement formal de l'Emperador de la Xina reconeixent-ne la legitimitat.

#### Concubines reials
Si la reina consort no produïa un hereu masculí, se seguien procediments formals similars als utilitzats per seleccionar la reina per reclutar concubines reials. Les dones seleccionades d'aquesta manera ingressaven al palau en el segon rang menor (2B) o superior, i se'ls atorgava un títol especial si tenien un fill que es convertís en príncep hereu. Les concubines reials de vegades se seleccionaven entre dones de fins a 20 anys.

### Gunggwan

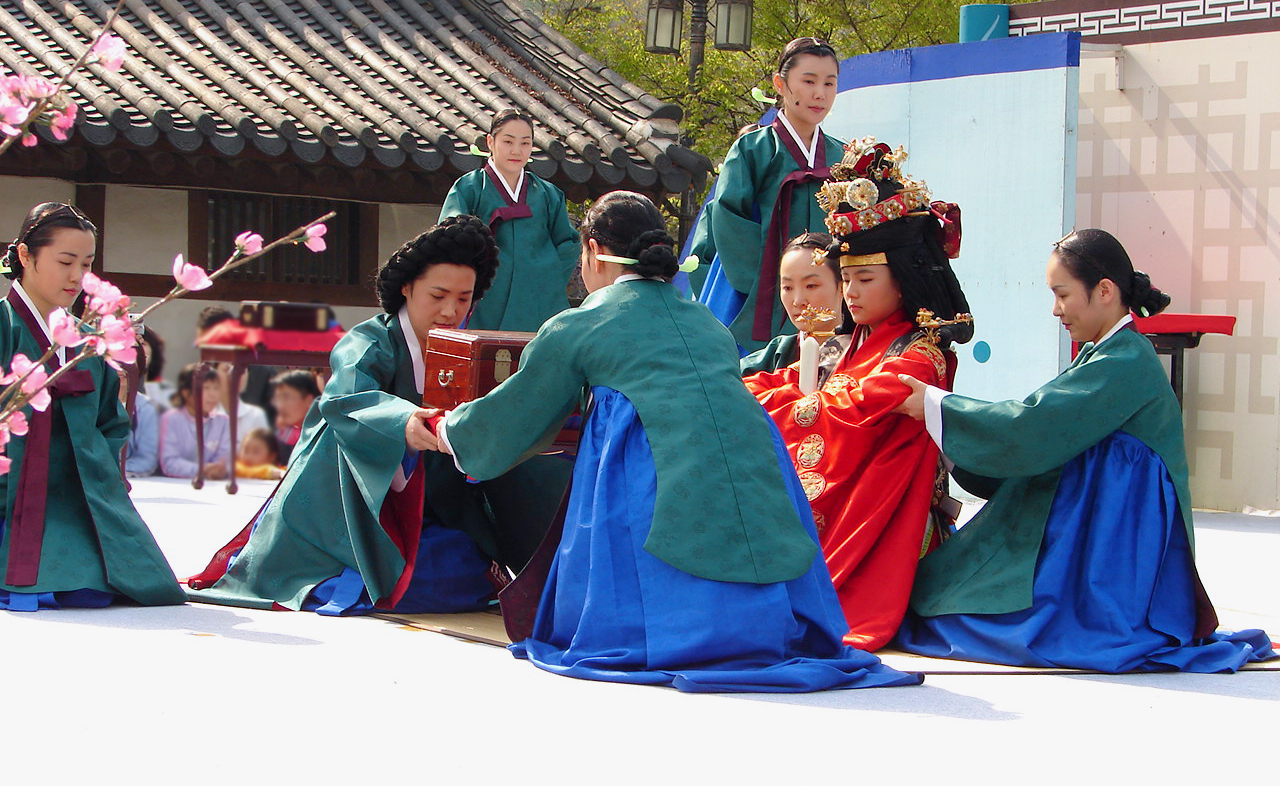
Les dames de la cort participant en les noces de la reina Min i ajudant a la nova reina (recreació de 2006)

Les dames de la cort dels rangs major cinquè (5A) a menor novè (9B) eren reclutades a través de diversos processos depenent del rol que els correspongués. Originalment eren seleccionades entre serventes que treballaven per a càrrecs públics o les filles de kisaeng, però gradualment van començar a ser reclutades entre les filles de famílies respectables. Per evitar que les seves filles fossin portades al palau, moltes d'aquestes famílies van casar les filles molt joves, cosa que va portar a una revisió del Codi de l'Estat perquè no es reclutessin nenes nascudes de bones famílies. No obstant això, Lee Bae-yong suggereix que aquesta regla probablement només s'aplicava a les dames de la cort dels rangs inferiors, mentre que les que treballaven estretament amb el rei o la reina possiblement continuaven sent de bona familia.
Es reclutaven nenes d'entre quatre i deu anys, i les candidates escollides estaven destinades a viure tota la vida al palau. Es capacitava a les joves en els seus deures i se'ls ensenyava a escriure en Hangul, així com en alguns caràcters xinesos. Començaven a treballar formalment entre els 11 i els 12 anys, amb una cerimònia de majoria d'edat que es duia a terme quan feien 18 anys. Una dona només es tornava elegible per tenir el rang de sanggung (5A) després de 35 anys de servei. Tant la sanggung principal com la sanggung que assistia personalment al rei o la reina podien tenir una enorme influència i poder, però normalment el perdien si s'hi instal·lava un nou monarca o consort.